# Ираткабал, Хайди
Хайди Ираткабал (англ. Heidi Iratcabal) — американская профессиональная шоссейная велогонщица международного класса. 

## Биография
Доктор Хайди Ираткабал является соучредителем и создателем клиники функциональной медицины Carpathia Collaborative.
Интерес Хайди Ираткабал к здоровью и питанию обусловлен её карьерой в лёгкой атлетике как в США, так и в Европе. Она начала свой спортивный путь в Университете Небраски, где занималась метанием копья и семиборьем, затем переехала в Европу и открыла для себя велосипедные гонки.
Первой её женской профессиональной командой стала Euromarche во Франции. За четыре года участия в гонках она познакомилась с интегративным подходом к целевой диете и питательной терапии для достижения высоких спортивных результатов. Это вдохновило её на профессиональное изучение этих концепций.
После ухода из спорта доктор Ираткабал вернулась в Америку, чтобы получить образование в области альтернативной медицины. Она изучала традиционную китайскую медицину, натуропатию и прошла подготовку по функциональной медицине в Институте функциональной медицины, который высоко ценится среди практикующих врачей. В настоящее время она также проходит сертификацию по функциональной неврологии.
В течение 20 лет до открытия Carpathia Collaborative она владела и управляла Center of Health, функциональной оздоровительной клиникой, которая занималась лечением широкого спектра заболеваний.

## Достижения
1987
2-я на 10-м этапе Mi-Août en Bretagne
3-я на Туре де ла Дром
1988
2-я на Гран-при Ле Форж ен Бретань
3-я на Тура Бретани
Вуэльта Колумбии
5-я в генеральной классификации
3-я на 6-м и 7-м этапе

### Статистика выступления наГранд-турах
| Гонка / Год         | 1988 |
| ------------------- | ---- |
| Тур де л'Од феминин | 18   |